# HarmonyOS 1
HarmonyOS 1 je první hlavní verze operačního systému HarmonyOS, vydaná 9. srpna 2019.

## Vývoj a funkce
První vydání HarmonyOS 1 proběhlo 9. srpna 2019 a to pro řadu chytrých televizorů značky Honor, následovalo představení řady chytrých televizorů značky Huawei, během Huawei Developer Conference 2019, spolu s bezdrátovými Wi-Fi routery a systémy IoT v roce 2020. Systém zahrnuje mikrojádro systémů HarmonyOS teeOS a jádro LiteOS. HarmonyOS 1 byl představen v rámci vlastního vývoje společnosti Huawei, za pomoci nástroje Ark Compiler, spolu se systémem LiteOS, aplikacemi tzv. třetích stran a také s aplikací Huawei Quick App IDE, televizory řady Vision a zařízení bez obrazovky. Systém obsahuje klíč k modulům založených na open-source frameworku s následujícími funkcemi:
- Internetový prohlížeč Huawei Browser
- Podpora fotoaparátu
- Huawei ID, umožňující správu bezdrátové synchronizace Gmailu a Kalendáře.
- Petal Search, umožňující uživatelům prohledávat internet a telefonní aplikace, kontakty, kalendář atd.
- Video zprávy Huawei MeeTime.
- EMUI Podpora připojení chytrých telefonů a tabletů Huawei
- Podpora Mirror Share
- Služba streamování hudby Huawei Music umožňující správu, import a přehrávání mediálních souborů.
- Huawei Video
- Podpora tapety
- Aplikace Fotografie a Nastavení.
- Podpora Wi-Fi a Bluetooth.
- Distribuovaná architektura
- Kompilátor Huawei ARK
- Verze 1.2 získala certifikaci Common Criteria pro bezpečnost.[3]

## Ohlasy
Ohlasy na nový operační systém byly ze strany odborné kritiky smíšené, zatímco některé weby chválily funkčnost systému a označily jej za konkurenci pro Android, tak jiné stránky a magazíny jej kritizovaly za nedostatek aplikací.Jiné weby jej označily za křížence Androidu a operačního systému iOS.